# (40981) Stephenholland
(40981) Stephenholland est un astéroïde de la ceinture principale.

## Description
(40981) Stephenholland est un astéroïde de la ceinture principale. Il fut découvert le 9 octobre 1999 à Socorro (Nouveau-Mexique) par le projet LINEAR. Il présente une orbite caractérisée par un demi-grand axe de 2,80 UA, une excentricité de 0,16 et une inclinaison de 11,2° par rapport à l'écliptique.

## Compléments